# Бої за Лиман (травень 2022)
Бої за Лиман Донецької області тривали 23—30 травня 2022 року під час російського вторгнення. Російські війська захопили місто.
В ході Слобожанського контрнаступу восени 2022 року місто було відвойоване українськими військами.

## Передумови
Через місяць після російського вторгнення Росія заявила, що контролює 93 % Луганської області, залишивши Сєвєродонецьк і Лисичанськ стратегічно важливими українськими блоками в цьому регіоні. Російські плани захоплення Сєвєродонецька залежали від успіхів у прилеглих містах Рубіжне на півночі та Попасна на півдні. Повідомляється, що станом на 6 квітня російські війська захопили 60 % Рубіжного, а снаряди та ракети падали на Сєвєродонецьк «з регулярними постійними інтервалами». Наступного дня сили 128-ї гірсько-штурмової бригади здійснили наступ, який, як повідомляється, відкинув російські війська на 6—10 км від іншого сусіднього міста Кремінна. Повідомляється, що 12 травня 2022 року російські війська захопили Рубіжне та прилегле село Воєводівка.
На схід від Лиману в середині травня 2022 року відбулися бої на Сіверському Дінці, коли Україна відбила численні спроби росіян перетнути річку. Російські війська зазнали від 400 до 485 вбитих і поранених під час спроб.

## Хід бойових дій
Російські війська посилили наступальні дії навколо Лимана і 23 травня досягли перемог. Російські війська розпочали штурм північної частини Лиману та принаймні частково взяли місто під контроль. Російські війська додатково посилили артилерійські удари по Авдіївці та скористалися попереднім захопленням Новоселівки, щоб просунутися на Авдіївку та отримати вихід на шосе на Слов'янськ. Наступного дня росіяни посилили свої атаки на центр міста, розпочавши вуличні бої. За підтримки артилерії та авіації 25 травня російські війська продовжили наступ на населений пункт Лиман, захопивши близько 70 % території міста. Українські війська відійшли до південних населених пунктів міста, чинячи запеклий опір, а частина солдатів здалася в полон під час оточення.
Провівши останню евакуацію цивільного населення та залишивши припаси для тих, хто вирішив залишитися, останні українські сили евакуювали Лиман вдень 26 травня, зруйнувавши останній міст, що залишився за ними. Радник Офісу Президента України Олексій Арестович заявив, що місто було захоплене російськими військами, що підтверджено Інститутом вивчення війни.
Проте наступного дня Міністерство оборони України заявило, що битва за контроль над містом все ще триває, заявивши, що їхні сили продовжують утримувати південно-західний і північно-східний райони, тоді як інші українські офіційні особи визнали більшу частину Лимана, включаючи місто і центр, який перебував під контролем росіян. Крім того, британська військова розвідка також оцінила, що більша частина міста перейшла під контроль Росії до 27 травня. І підтримувані Росією сепаратистські сили, і російські військові окремо заявили про перемогу 27 і 28 травня. Вранці 30 травня українські військові визнали, що російські війська зосередилися в Лимані та готуються до наступу на Слов'янськ. Того ж дня російськими військами були окуповані населені пункти Старий Караван та Діброва.
2 червня безуспішно намагалися атакувати Райгородок і тим самим забезпечити плацдарм для наступу на Слов'янськ.
Повідомлялося, що під час бойових дій батальйон 79-ї десантно-штурмової бригади ЗСУ зазнав втрат у понад 100 убитих, від 200 до 300 бійців потрапили в полон.

## Подальші події
В ході Слобожанського контрнаступу восени 2022 року місто було відвойоване українськими військами.